# Структура породи

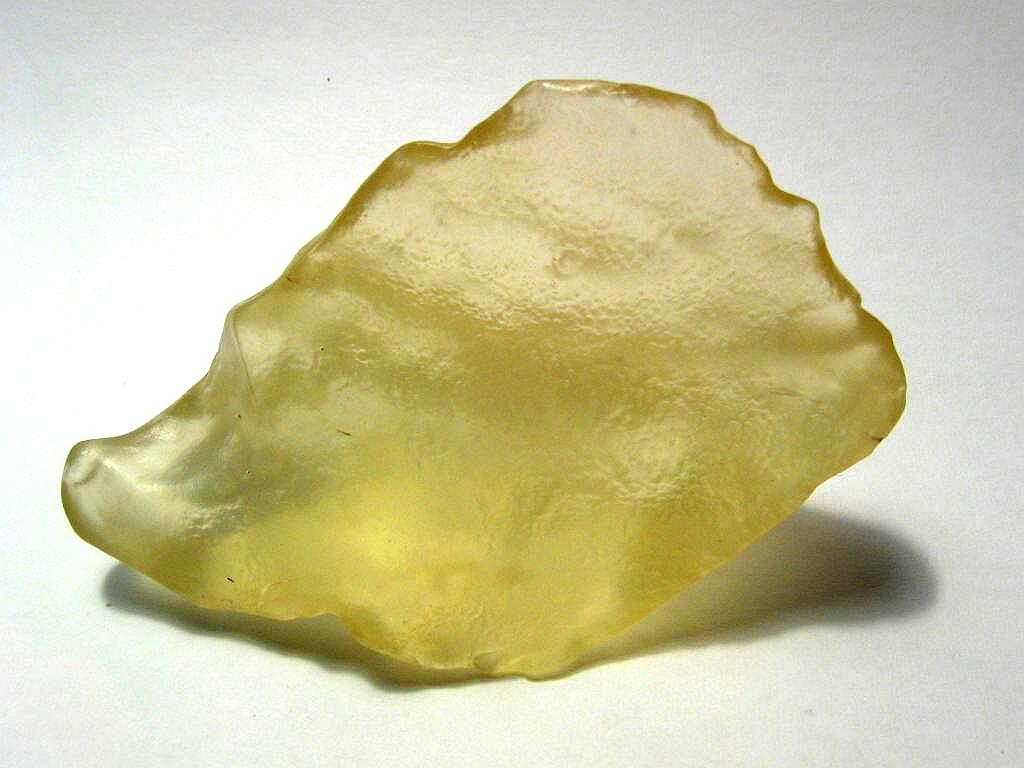

Структура породи (рос. породы структура; англ. rock structure; нім. Gesteinsstruktur f) – сукупність ознак внутрішньої будови гірської породи: форма і величина частинок, що утворюють породу, кристалічність, розмір кристалів тощо.
За величиною уламків піски і пісковики поділяються на грубо-, крупно-, середньо-, дрібно- і тонкозернисті. При поганій відсортованості піску його так і називають: «пісок невідсортований» або різнозернистий. За формою зерен виділяють добре окатані, напівокатані (або напівкутуваті) і кутуваті. Вапняки, доломіти мають органогенну, уламкову, оолітову та кристалічну структури. 